# 1255 dans les croisades
- Mamelouks :  Chajar ad-Durr, Al-Muizz Izz ad-Dîn Aybak

Cette page regroupe les évènements concernant les Croisades qui sont survenus en 1255 :

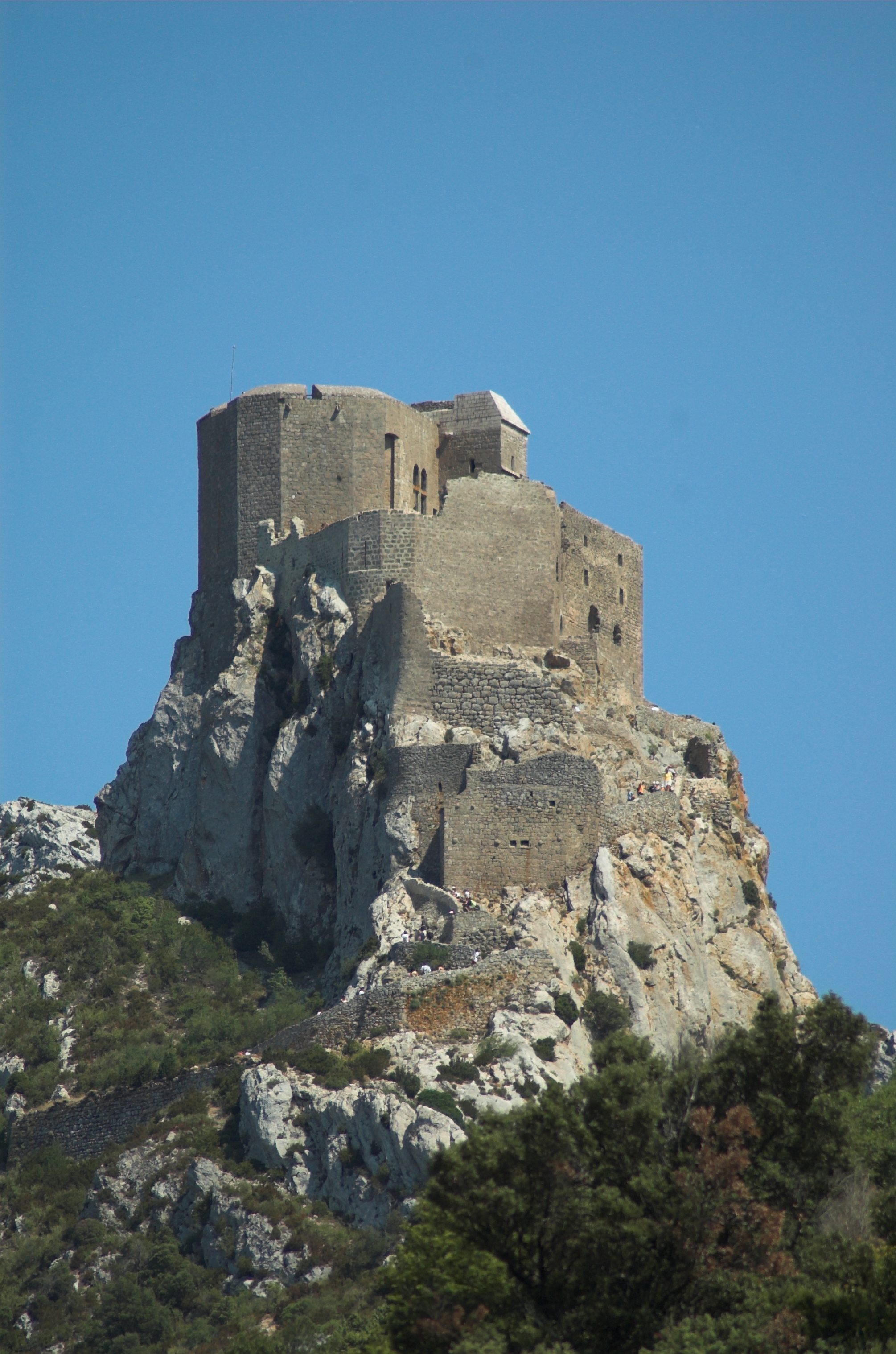
château de Quéribus

- mai : Siège du château de Quéribus (Croisade des Albigeois)[1].